# Pagoda
Pagoda (МФА: [pəˈɡoʊdə]) — американская рок-группа, образованная в Бруклине, Нью-Йорк, в 2001 году. Название группы происходит от даосистского молитвенного дома «па́года».

## История
Группа была сформирована в 2001 году актёрами/музыкантами Майклом Питтом и Райаном Доноху. Двое встретились в доме их общего друга. Дебютная запись коллектива — «Muskrat» — была включена в саундтрек к фильму Азии Ардженто «Цыпочки», в котором Майкл сыграл одну из ролей. Позже, снимаясь в картине Гас Ван Сента «Последние дни», Питт познакомился с Тёрстоном Муром, участником группы Sonic Youth, который был музыкальным консультантом проекта.

«У меня в квартире лежала лишь дешёвенькая электрогитара. После некоторых колебаний Майкл взял её и начал играть “Lesson Learned” […] Я был ошеломлён. Не только его уверенностью в игре для двоих, но и цепляющей, истинно-эмоциональной песней. В этот момент я сказал: “Чувак, давай запишем альбом”» — Мур.

В конечном счёте, он подписал Питта и его группу на свой лейбл Ecstatic Peace!, первый альбом которой был записан в студии «Cellar Door» в Милане, Италия, и был спродюсирован Луком Амендоларом. Запись альбома началась в августе 2004 и закончилась в феврале 2005 гг.. За время проведённое в студии группа записала около сорока песен, десять из которых попали на дебютный альбом, который был выпущен 27 февраля 2007 года. Однако, к моменту выпуска альбома, состав группы был расформирован. На официальном сайте группы был объявлен новый состав с Вилли Паредесом на бас-гитаре, Крисом Хоффманом на виолончели и Рисом Карром на ударных. В марте 2009 года, группа, с продюсером Хью Пулом, начала запись нового альбома в студии «Excello» в Бруклине, Нью-Йорк. Все песни были записаны в студии «в живую» (кроме позже добавленных наложений), а команда кинооператоров и фотографов засняла исполнение группы в высоком качестве. «Warzone» — первый сингл с альбома — был представлен в октябре 2009 года на странице группы на MySpace.

## Дискография
Мини-альбомы
| Год  | Об альбоме                                                                    |
| ---- | ----------------------------------------------------------------------------- |
| 2005 | The Lonely Journey - Дата выпуска: осень 2005 - Лейбл: самостоятельный выпуск |
| 2008 | Happy Free B-Sides - Дата выпуска: 26 мая 2008 - Лейбл: цифровой выпуск       |

Студийные альбом
| Год  | Об альбоме                                                       |
| ---- | ---------------------------------------------------------------- |
| 2007 | Pagoda - Дата выпуска: 27 февраля 2007 - Лейбл: Ecstatic Peace!  |
| 2013 | Rebirth - Дата выпуска: 2013 - Лейбл: Kill Corporate Productions |

Видеоклипы
- 2006 — Happy Song
- 2011 — Warzone
- 2011 — Zion
- 2011 — Blood Crosses
- 2012 — Summon It
- 2013 — Sahara
- 2013 — Drop D

## Состав группы

### Текущий состав
- Майкл Питт — вокал, гитара (2001 — нынешнее время)
- Крис Хоффман — виолончель (2006 — нынешнее время)
- Вилли Паредес — бас-гитара (2006 — нынешнее время)
- Рис Карр — ударные (2006 — нынешнее время)

### Бывшие участники
- Индиго Рут-Дэвис — виолончель (2005 — 2006)
- Кристиан Зуккони — бас-гитара (200?)
- Джейми Калленд — бас-гитара (2005)
- Лука Амендолара — бас-гитара (2005 — 2006)
- Райан Доноху — ударные (2001 — 2006)